# Dormero Hotels
Dormero Hotels ist eine deutsche Hotelgruppe mit Sitz in Berlin. Die Gruppe betreibt 57 Hotels und 2 Herbergen (Stand Juli 2025) in Deutschland, Ungarn, Österreich, Schweiz, Spanien und Sri Lanka.

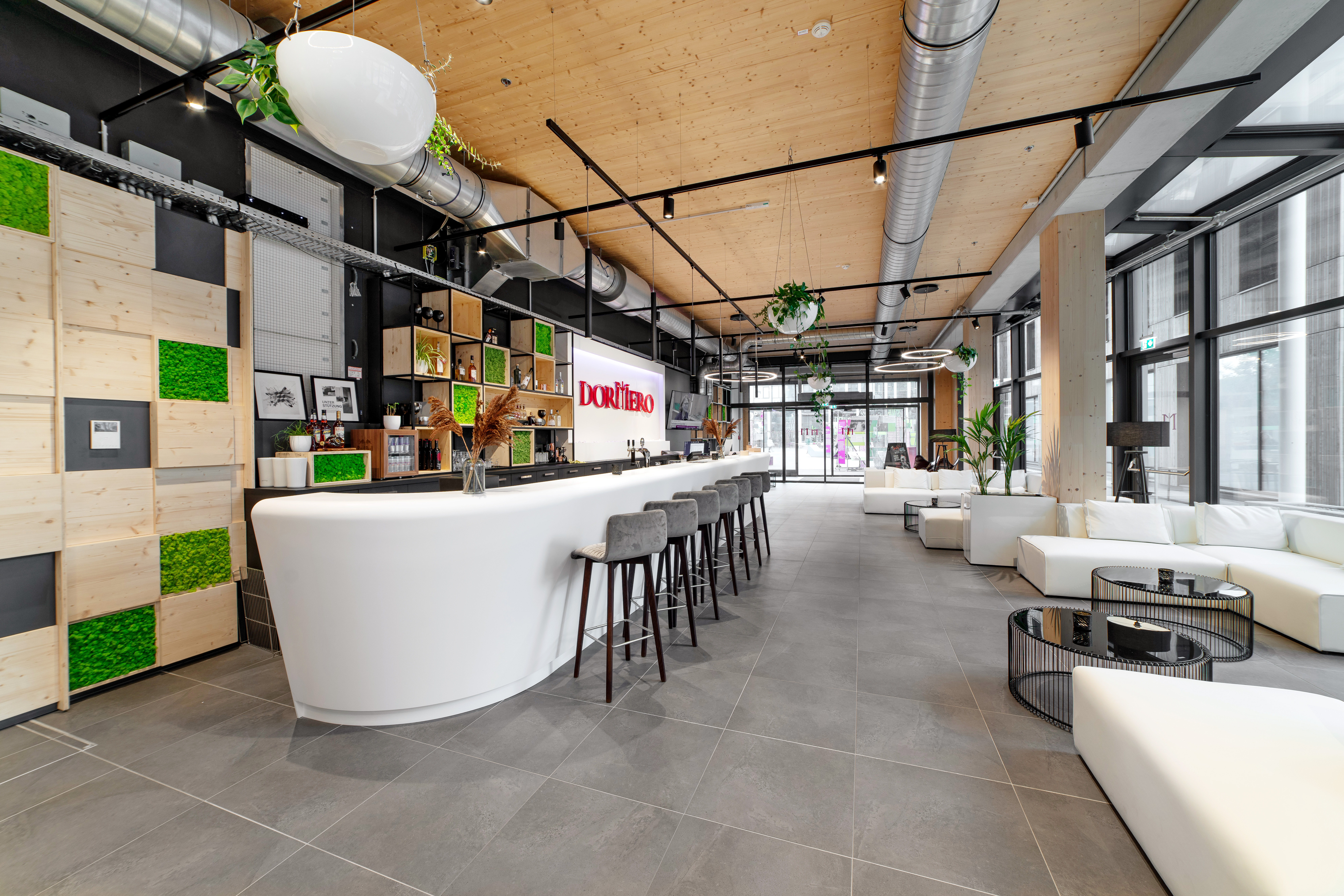
Dormero HoHo Wien

## Geschichte
Die Marke Dormero wurde 2007 von Hans Rudolf Wöhrl, dessen Sohn Marcus Maximilian Wöhrl und Philipp Fritz Veigele gegründet. Das erste Haus der Marke Dormero wurde in Plauen eröffnet, weitere Häuser folgten zeitnah. 2013 übernahmen die von Marcus und Hans Rudolf Wöhrl geführten Gesellschaften alle Anteile an Dormero und wurden so Haupteigentümer der Marke. Marcus Maximilian Wöhrl übernahm Ende 2018 die von seinem Vater gehaltenen Anteile und ist seitdem alleiniger Anteilseigner. Im Jahr 2022 gab die bis dato nur in Europa tätige Unternehmensgruppe die Expansion nach Asien bekannt.
Die Geschäftsführung ist unter der Leitung von Manuela Halm.
Ein Markenzeichen der Hotelgruppe sind die roten Turnschuhe, die alle Mitarbeiter tragen. Fast jedes Hotel hat zudem ein Haustier, wie zum Beispiel Katze, Nashornleguan, Weißbauchigel oder Königspython.
2016 war die Hotel-Kette Teil der RTL-Serie Undercover Boss, in welcher Manuela Halm (damals Chief Operating Officer des Unternehmens) sich als die arbeitssuchende Praktikantin Svenja Schneider ausgab.

## Umsatzentwicklung
Bis zum Jahr 2020 konnte Dormero seinen Umsatz kontinuierlich steigern und erreichte 2019 mit einem Nettoumsatz von 87,5 Millionen Euro (laut Konzernabschluss 2020) einen vorläufigen Höchstwert. Aufgrund der Auswirkungen der COVID-19-Pandemie und der damit verbundenen Einschränkungen in der Hotellerie und Gastronomie sank der Umsatz im Jahr 2021 jedoch auf 25,985 Millionen Euro (laut Konzernabschluss 2022). Nach dem Ende der COVID-19-Beschränkungen erholte sich das Unternehmen und erzielte 2024 einen neuen Höchstwert mit einem Umsatz von 102,3 Millionen Euro und insgesamt 465 Beschäftigten (laut Konzernabschluss 2023).

## Übernahmen
Im Juli 2021 ist Dormero in das HoHo Wien eingezogen. Das ehemalige Kaufhof-Gebäude in der Hofer Altstadt wurde 2019 von Dormero übernommen, nach dem Umbau sollen im Gebäude Hotelbetrieb und Einzelhandel nebeneinander betrieben werden.